# Association for Computing Machinery
 (juillet 2025).
L'ACM (en anglais « Association for Computing Machinery », littéralement « association pour les machines de calcul ») est une association internationale à but non lucratif fondée en 1947, la première à être vouée à l'informatique.
Sa mission consiste à développer et soutenir la recherche scientifique et l'innovation informatique. Elle siège dans la ville de New York aux États-Unis.

## Activités
La structure organisationnelle de l'ACM se décline en trois catégories d'antennes : thématiques, professionnelles et étudiantes.

### Antennes thématiques
Les antennes thématiques de l'ACM forment des pôles d'intérêts communs autonomes, connus dans le vocabulaire anglophone sous l'appellation special interest group (SIG).

#### Les différents pôles
- SIGACCESS : Accessibilité
- SIGACT : Algorithmique et Informatique théorique
- SIGAda : Programmation Ada
- SIGAPP : Informatique appliquée
- SIGARCH : Architecture informatique
- SIGART : Intelligence artificielle
- SIGBED : Système embarqué
- SIGCAS : Ordinateur personnel
- SIGCHI : Interface homme-machine
- SIGCOMM : Réseau et Télécommunications
- SIGCSE : Enseignement assisté par ordinateur
- SIGDA : Automation
- SIGDOC : Design numérique
- SIGecom : Commerce en ligne
- SIGEVO : Algorithme génétique
- SIGGRAPH : Graphisme et Infographie
- SIGIR : en Recherche d'information
- SIGITE : Enseignement des TIC
- SIGKDD : Exploration de données et Gestion des connaissances
- SIGMICRO : Microarchitecture
- SIGMIS : Management du système d'information
- SIGMM : Multimédia
- SIGMOBILE : Mobile (système, internet, nomadisme, etc.)
- SIGMOD : Gestion des données (de l'analyse au traitement)
- SIGOPS : Système d'exploitation
- SIGPLAN : Langage de programmation
- SIGSAC : Sécurité, Audit et Contrôle d'accès
- SIGSAM : Calcul symbolique et mathématique
- SIGSIM : Simulation et Modélisation
- SIGSOFT : Génie logiciel
- SIGSPATIAL : Système d'information géographique
- SIGUCCS : informatique auprès des collèges et universités
- SIGWEB : Web, Hypertexte et Hypermédia

### Antennes professionnelles
- BACM : en anglais « Baltimore ACM Chapter », ((en) Site officiel).
- GBCACM : en anglais « Greater Boston Chapter of the ACM », ((en) Site officiel).
- DCACM : en anglais « Washington DC ACM Chapter », ((en) Site officiel).

### Antennes étudiantes
Plusieurs structures étudiantes, parmi lesquelles l'université de l'Illinois à Urbana-Champaign.

## Services

### Conférences
Chaque pôle d'intérêt commun organise des conférences technologiques et scientifiques dans son domaine de prédilection dont il publie ensuite les comptes rendus.
- SIGGRAPH, une conférence organisée par le SIGGRAPH. Cette conférence a rassemblé en 2007 près de 3 000 visiteurs.
- MobileHCI
- OOPSLA

L'ACM a également une grande bibliothèque électronique de publications en informatique.

### Presse scientifique
Elle édite par ailleurs un grand nombre de magazines et de revues scientifiques, dont l'un, Communications of the ACM, a été l'organe de référence en recherche et en enseignement d'informatique (systèmes, langages et algorithmique) de 1960 à 1980. Le programme d'enseignement universitaire en quatre ans proposé par cette revue en 1973 a été adopté par la plupart des établissements occidentaux de cette époque.
Le Journal of the ACM (JACM) est la revue la plus prestigieuse éditée par l'association.
Une autre revue, Computing surveys, établissait de façon exhaustive l'état de l'art dans un domaine spécialisé différent pour chaque publication. Enfin, l'ACM a servi de point focal pour constituer une importante banque de sous-programmes, principalement scientifiques, d'abord en Algol, plus tardivement en Fortran, et enfin en C.

#### Transactions
Les Transactions sont des revues scientifiques qui s'adressent à un public spécialisé. Les articles sont évalués par des pairs et sont pour la plupart révisés par la suite. Parmi les Transactions publiées, il y a notamment :
- ACM Transactions on Algorithms (TALG) – Successeur du Journal of Algorithms
- ACM Transactions on Applied Perception (TAP)
- ACM Transactions on Architecture and Code Optimization (TACO)
- ACM Transactions on Asian Language Information Processing (TALIP)
- ACM Transactions on Computational Logic (TOCL)
- ACM Transactions on Computer Systems (TOCS)
- ACM Transactions on Computer-Human Interaction (TOCHI)
- ACM Transactions on Database Systems (TODS)
- ACM Transactions on Design Automation of Electronic Systems (TODAES)
- ACM Transactions on Embedded Computing Systems (TECS)
- ACM Transactions on Graphics (TOG)
- ACM Transactions on Information Systems (TOIS)
- ACM Transactions on Information and System Security (TISSEC)
- ACM Transactions on Internet Technology (TOIT)
- ACM Transactions on Mathematical Software (TOMS)
- ACM Transactions on Modeling and Computer Simulation (TOMACS)
- ACM Transactions on Multimedia Computing, Communications, and Applications
- ACM Transactions on Programming Languages and Systems (TOPLAS)
- ACM Transactions on Software Engineering and Methodology (TOSEM)
- IEEE/ACM Transactions on Networking (TON)
- ACM Transactions on the Web (TWEB)

### Prix d'excellence
L'ACM décerne également un certain nombre de prix scientifiques et technologiques, seule ou avec d'autres institutions scientifiques :
- prix Turing, le plus connu des prix ;
- prix Paris-Kanellakis
- prix Grace-Murray-Hopper
- prix ACM du Logiciel (en anglais « ACM Software System Award »), relatif aux contributions à des concepts informatiques nouveaux. Parmi les lauréats, on peut citer
  - 1983 : Dennis Ritchie et Ken Thompson pour Unix,
  - 1991 : Vint Cerf et Robert Kahn pour TCP/IP,
  - 1995 : Tim Berners-Lee et Robert Cailliau pour le World Wide Web,
  - 1998 : John Chambers pour le langage S,
  - 2002 : James Gosling pour le langage Java.
- prix ACM en informatique (anciennement prix ACM–Infosys)
- prix SIAM/ACM en science informatique et ingénierie (en anglais « Prize in Computational Science and Engineering »)
- Concours de recherche étudiante de l'ACM

## Structure interne

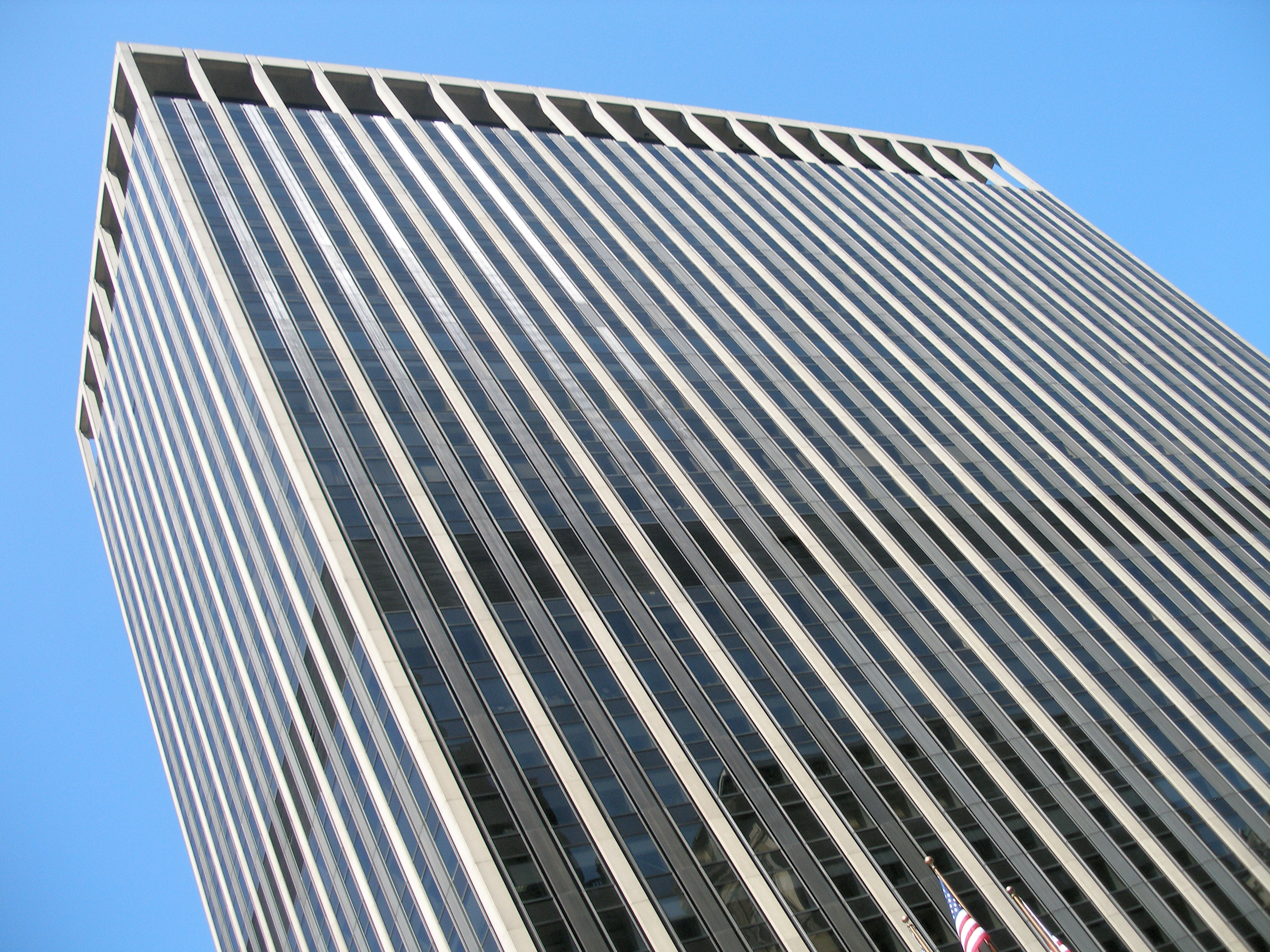
Siège de l'ACM à New York.

### Présidences de l'ACM
- 1947 - 1948 : J.H. Curtiss
- 1949 - 1950 : John William Mauchly
- 1950 - 1952 : Franz L. Alt
- 1952 - 1954 : Samuel B. Williams
- 1954 - 1956 : Alston Scott Householder
- 1956 - 1958 : J.W. Carr III
- 1958 - 1960 : Richard Hamming
- 1960 - 1962 : Harry Huskey
- 1962 - 1964 : Alan Perlis
- 1964 - 1966 : George Forsythe
- 1966 - 1968 : Anthony Oettinger
- 1968 - 1970 : Bernard Galler
- 1970 - 1972 : Walter M. Carlson
- 1972 - 1974 : Anthony Ralston
- 1974 - 1976 : Jean E. Sammet
- 1976 - 1978 : Herb Grosch
- 1978 - 1980 : Daniel D. McCracken (en)
- 1980 - 1982 : Peter J. Denning (en)
- 1982 - 1984 : David H. Brandin
- 1984 - 1986 : Adele Goldberg
- 1986 - 1988 : Paul W. Abrahams
- 1988 - 1990 : Bryan S. Kocher
- 1990 - 1992 : John R. White
- 1992 - 1994 : Gwen Bell (en)
- 1994 - 1996 : Stuart H. Zweben
- 1996 - 1998 : Charles House
- 1998 - 2000 : Barbara Simons (en)
- 2000 - 2002 : Stephen Bourne
- 2002 - 2004 : Maria Klawe
- 2004 - 2006 : David Patterson
- 2006 - 2008 : Stuart Feldman (en)
- 2008 - 2010 : Wendy Hall
- 2010 - 2012 : Alain Chesnais[1]
- 2012 - 2014 : Vint Cerf
- 2014 – 2016 : Alexander L. Wolf
- 2016 - 2018 : Vicki L. Hanson (en)
- 2018 - 2020 : Cherri Pancake[2]
- 2020 - 2022 : Gabriele Kotsis
- 2022 - 2024 : Yannis Ioannidis[3]

### Adhésion
N'importe qui peut devenir membre de l'association et le reste tant qu'il s'acquitte de sa cotisation annuelle. Celle-ci est de 99 dollars US pour les professionnels et 19 dollars pour les étudiants (en 2013). Néanmoins ces tarifs sont ajustés à la baisse pour les personnes résidentes dans un pays en voie de développement. Chaque membre reçoit la revue mensuelle Communication of the ACM ou peut la lire en format électronique. L'accès à la bibliothèque numérique contenant toutes les publications d'ACM (sauf les comptes rendus (proceedings) des conférences et les livres) est facturée 99 dollars. Il est possible de devenir membre d'un ou plusieurs SIG, le tarif variant de l'un à l'autre et inclut l'abonnement à la revue spécialisée dans le domaine couvert par le SIG, par exemple 25 dollars pour SIGPLAN.

### Classes
L'ACM a plusieurs classes de membres, dans le but d'y distinguer les plus prestigieux.

#### Membre senior
La première classe distingue jusqu'à 25 % des membres de l'ACM, de par leurs performances.

#### Membre éminent
La seconde classe rassemble jusqu'à 10 % des membres de l'ACM. Elle est constituée de trois catégories : enseignement, ingénierie et science.

#### Fellow
La troisième classe existe depuis 1994. Elle a pour but de reconnaître les membres « pour leurs accomplissements exceptionnels en informatique et technologie de l'information et/ou leur service exceptionnel pour l'ACM et la communauté informatique dans son ensemble ». Elle compte environ 900 membres.